# FAM76B
FAM76B (англ. Family with sequence similarity 76 member B) – білок, який кодується однойменним геном, розташованим у людей на короткому плечі 11-ї хромосоми. Довжина поліпептидного ланцюга білка становить 339 амінокислот, а молекулярна маса — 38 708.
| 10         |  | 20         |  | 30         |  | 40         |  | 50         |
| ---------- |  | ---------- |  | ---------- |  | ---------- |  | ---------- |
| MAASALYACT |  | KCTQRYPFEE |  | LSQGQQLCKE |  | CRIAHPIVKC |  | TYCRSEFQQE |
| SKTNTICKKC |  | AQNVKQFGTP |  | KPCQYCNIIA |  | AFIGTKCQRC |  | TNSEKKYGPP |
| QTCEQCKQQC |  | AFDRKEEGRR |  | KVDGKLLCWL |  | CTLSYKRVLQ |  | KTKEQRKSLG |
| SSHSNSSSSS |  | LTEKDQHHPK |  | HHHHHHHHHH |  | RHSSSHHKIS |  | NLSPEEEQGL |
| WKQSHKSSAT |  | IQNETPKKKP |  | KLESKPSNGD |  | SSSINQSADS |  | GGTDNFVLIS |
| QLKEEVMSLK |  | RLLQQRDQTI |  | LEKDKKLTEL |  | KADFQYQESN |  | LRTKMNSMEK |
| AHKETVEQLQ |  | AKNRELLKQV |  | AALSKGKKFD |  | KSGSILTSP  |  |            |

A: Аланін

C: Цистеїн

D: Аспарагінова кислота

E: Глутамінова кислота

F: Фенілаланін

G: Гліцин

H: Гістидин

I: Ізолейцин

K: Лізин

L: Лейцин

M: Метіонін

N: Аспарагін

P: Пролін

Q: Глутамін

R: Аргінін

S: Серин

T: Треонін

V: Валін

W: Триптофан

Кодований геном білок за функцією належить до фосфопротеїнів. 
Задіяний у таких біологічних процесах, як ацетилювання, альтернативний сплайсинг. 
Локалізований у ядрі.